# Number 96
Number 96 est un soap opera australien en 1218 épisodes de 30 minutes créé par David Sale, et diffusé entre le 13 mars 1972 et le 11 août 1977 sur The 0–10 Network.

## Synopsis
La série se déroule dans un bloc d'appartements à Sydney.

## Présentation
Don Cash et Bill Harmon produisirent la série pour Network Ten, qui était à la recherche d'une série d'un type similaire à Coronation Street, et plus spécialement une série approchant des sujets plus adultes. La trame originale de l'histoire et les personnages originaux ont été conçus par David Sale, qui a également écrit les scripts pour les premiers épisodes et continua comme éditeur pour réaliser une grande partie de l'émission. La série s'est révélée être un énorme succès, durant cinq années, et devint célèbre pour ses scènes de sexe et de nudité, ainsi que pour ses personnages.

## Distribution
Les principaux acteurs étaient :
- Johnny Lockwood (en) : Aldo Godolfus
- Philippa Baker (en) : Roma Godolfus
- Gordon McDougall (en) : Les Whittaker / Andrew Whittaker
- Sheila Kennelly (en) : Norma Whittaker
- Pat McDonald (en) : Dorrie Evans
- Ron Shand (en) : Herbert Evans
- Bunney Brooke (en) : Flo Patterson
- Joe Hasham (en) : Don Finlayson
- Chard Hayward (en) : Dudley Butterfield
- Carol Raye (en) : Baroness Amanda von Pappenburg
- Jeff Kevin (en) : Arnold Feather
- Mike Dorsey (en) : Reg McDonald
- Wendy Blacklock (en) : Edie McDonald
- Frances Hargreaves (en) : Marilyn MacDonald
- Elaine Lee (en) : Vera Collins
- James Elliott (en) : Alf Sutcliffe
- Elisabeth Kirkby (en) : Lucy Sutcliffe
- Bettina Welch (en) : Maggie Cameron
- Abigail : Bev Houghton
- Tom Oliver (en) : Jack Sellars
- Jan Adele (en) : Trixie O'Toole
- Dina Mann (en) : Debbie Chester
- Thelma Scott (en) : Claire Houghton

## Commentaires
- La majorité des épisodes tournés entre 1972 et la fin de 1974 en noir et blanc sont perdus, les cassettes ayant été effacés pour ré-utilisation.
- Un film a été tourné en décembre 1973 en couleur sur pellicule 16 mm et sorti en salles en mai 1974.
- La série a été annulée en juillet 1977 dû aux audiences insatisfaisantes, malgré les nombreux changements dans l'écriture de la série.